# 2017 OF201
2017 OF201 は、直径が約 700 km と推定される太陽系外縁天体で、準惑星の候補とされる天体である。extreme Trans-Neptunian Object (eTNO)の一つであり、2011年から2018年にかけて望遠鏡での観測で記録された画像からこの天体を発見したプリンストン高等研究所の程思浩 (Sihao Cheng) とプリンストン大学の李嘉軒 (Jiaxuan Li)、楊晴 (Eritas Yang) によって2025年に発見が公表された。絶対等級 (H)が3 - 4 等級となっており、まだ直接的に大きさが測定されていない天体としては最も絶対等級が明るい既知の天体である可能性がある。2017 OF201 の軌道は非常に細長い楕円軌道であり、太陽からの距離は約 45 au（約 67億 km）から約 1,630 au（約 2440億 km）まで変化する。

## 発見
2017 OF201 は、天文学者の程思浩 (Sihao Cheng) が率いるプリンストン高等研究所の研究チームとプリンストン大学の学生である李嘉軒 (Jiaxuan Li) と楊晴 (Eritas Yang) によって発見された。彼らの研究チーム、セロ・トロロ汎米天文台にて行われているダークエネルギーサーベイで用いられているダークエネルギーカメラ (DECam) によるレガシーサーベイ (DECaLS) で得られたアーカイブ画像から太陽系外縁天体を探し、太陽系外縁部に存在する可能性が指摘されている仮設上の天体であるプラネット・ナインの発見に繋がることを期待していた。研究グループを率いた程思浩は、2005年にカリフォルニア工科大学で準惑星であるエリスと準惑星候補であり、非常に細長い軌道を持つ(90377) セドナの発見者として知られ、プラネット・ナイン仮説を提唱したメンバーの一人でもあるマイケル・ブラウンの講義を聞いたことが太陽系外縁部の観測に意欲を見出すきっかけになったと語っている。程思浩らは、2014年から2018年にかけて行われたダークエネルギーカメラレガシーサーベイによる観測データ内から同一の太陽系外縁天体を10回検出することに成功し、この天体が異常に遠く、偏心した楕円軌道を公転していることを突き止めた。国際天文学連合が運用している小惑星センターの天文学者である Mike Alexandersen からの助言を基に、程思浩らは2011年と2012年にカナダ・フランス・ハワイ望遠鏡 (CFHT) によって観測された画像からもさらに9回映っていることを確認し、計算される軌道精度をさらに改善させた。さらに研究チームはすばる望遠鏡やジェミニ天文台のジェミニ北望遠鏡によって観測された画像からもこの天体の検出を試みたが、これらの観測データからは発見されなかった。

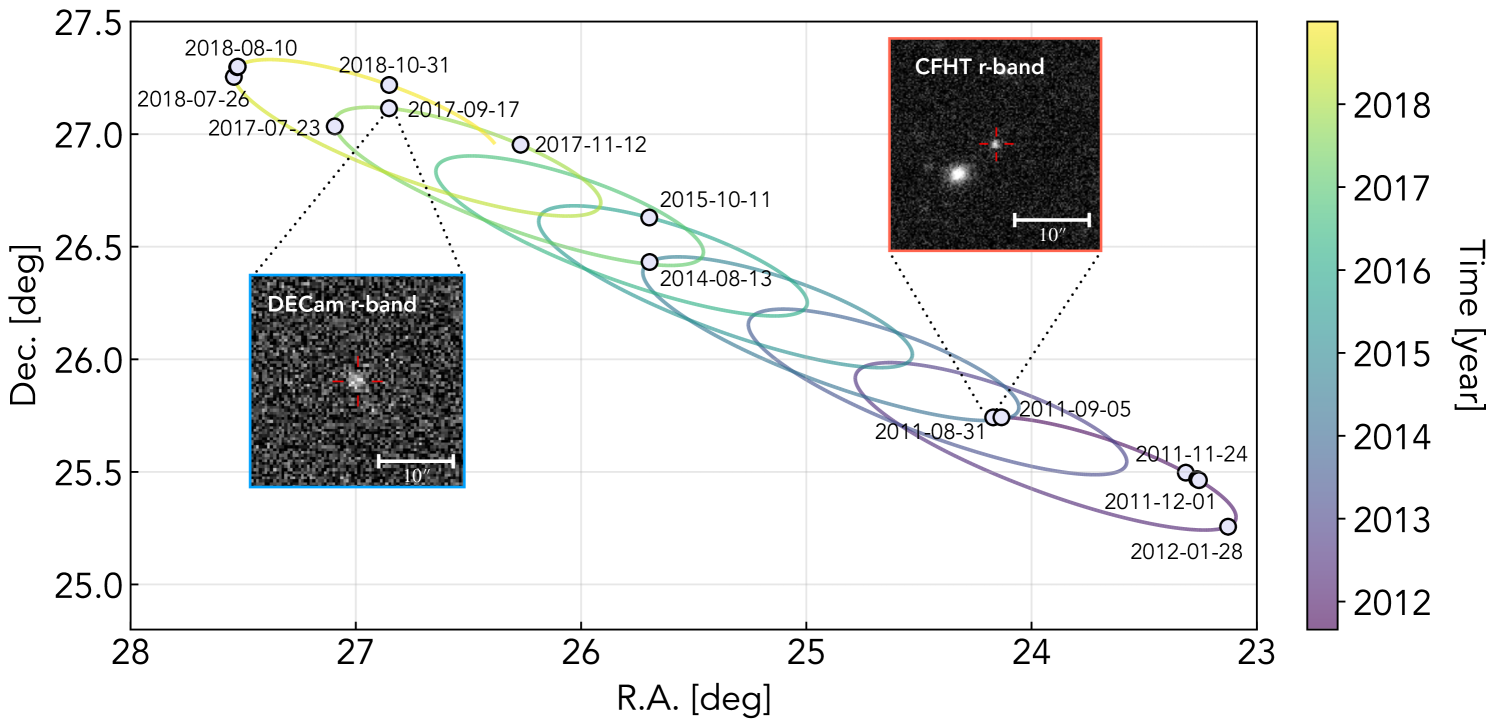
2012年から2018年にかけての天球上における の軌跡。黒い円はダークエネルギーカメラ (DECam) とカナダ・フランス・ハワイ望遠鏡 (CFHT) によって観測された際の位置と日付を表している。

程思浩らの研究チームはこれらのダークエネルギーカメラレガシーサーベイとカナダ・フランス・ハワイ望遠鏡から得られた観測結果を小惑星センターに報告し、小惑星センターはこの太陽系外縁天体に 2017 OF201 という仮符号を命名して、2025年5月21日に発見を公表した。小惑星センターからの発表後、プリンストン高等研究所とプリンストン大学はプレスリリースと 2017 OF201 の発見の詳細を記した論文を発表した。その後、さらに遡った観測記録の調査から、2004年と2009年に行われたスローン・デジタル・スカイサーベイによって観測された画像からも 2017 OF201 が映っていることが確認されている。

## 軌道

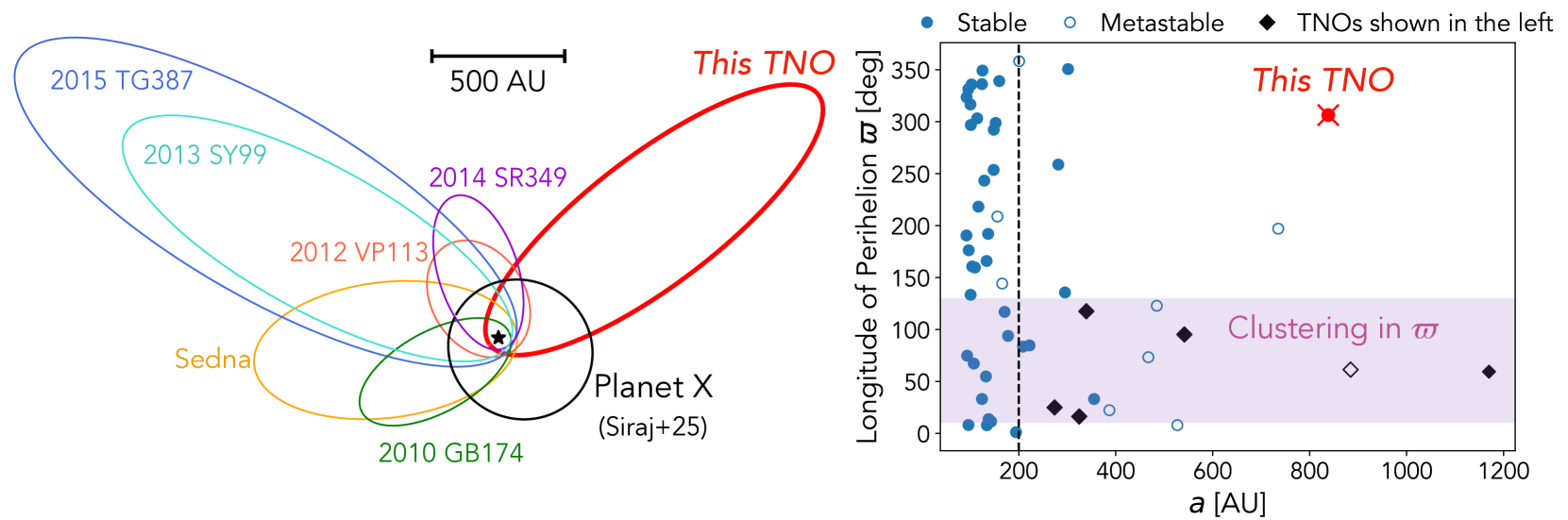
他の主な eTNO との軌道（赤）を比較した図。右の図は、いくつかの太陽系外縁天体の近日点経度と軌道長半径を軸に示したグラフで、は赤い点で示されている。

2017 OF201 は、海王星よりも遥か遠方である、太陽から約 840 au 離れた軌道長半径の軌道を約24,000年かけて公転している。2017 OF201 の軌道は離心率が 0.95 の非常に細長い極端な楕円軌道となっており、太陽からの距離が遠いことから、太陽系外縁天体の中でも extreme Trans-Neptunian Object (eTNO) として扱われている。黄道面に対する軌道傾斜角は約16.2度で、太陽へ最も接近する近日点を最後に通過したのは1930年11月頃とみられている。これは冥王星が発見されたのとほぼ同時期であるが、このときの見かけの明るさは冥王星よりも4等級暗かったと考えられている。2025年現在、太陽からは約 90.5 au（約135億 km）離れており、太陽系内の既知の天体としては最も遠い天体の一つとなっている。2017 OF201 は非常に遠く離れた楕円軌道を公転しているため、地球からは近日点を通過する前後にのみ観測可能で、その範囲は軌道全体の 1% にも満たない。共同発見者の楊晴は2017 OF201 の発見について、現在では地球から遠すぎるため、暗くて観測できない類似の天体が数千個存在する可能性が高いことを示唆していると述べている。
2017 OF201 の太陽からの近日点距離は約 44.9 au、遠日点距離は約 1,630 au（約0.0258光年）であり、これは散乱円盤と内オールトの雲の推定境界付近に位置している。2017 OF201 の極端な軌道は数十億年に渡る海王星と銀河潮汐の両方の影響を受けて現在に至ったとされている。具体的には、2017 OF201 は最初に海王星の重力によって太陽から遠く離れた軌道長半径と太陽に近い近日点を持つ軌道に散乱され、その後、銀河潮汐や近隣を通過する別の恒星の影響により近日点も太陽から遠ざかるようになったと考えられている。極端な軌道長半径と軌道離心率を持つという点において、2017 OF201 の軌道は同じく eTNO として扱われている太陽系外縁天体 2013 SY99 と類似している。

### プラネット・ナイン仮説への影響
2017 OF201 の軌道上における近日点の方向や経度は、(90377) セドナのような他の eTNO とは一致していない。これらの天体の軌道はプラネット・ナインと呼ばれる遠方の巨大惑星の重力の影響で狭い方向に偏って密集しているという仮説が提唱されている。程思浩らの研究チームが行ったシミュレーションによると、2017 OF201の現在の軌道は一時的なものである可能性もあるが、考えられている軌道にプラネット・ナインが存在していれば1億年以内に 2017 OF201 は軌道を追い出されて太陽系外へ放出されることが示唆されており、プラネット・ナインの存在を直接的に否定する証拠になる可能性がある。一方でプラネット・ナイン仮説を提唱した研究グループのメンバーであるコンスタンティン・バティギンは、2017 OF201 の軌道は海王星の影響を大きく受けているため、2017 OF201 の発見はプラネット・ナイン仮説には関係してこないと主張している。程思浩は2017 OF201が「軌道が安定化する状態と不安定化する状態の境界線上にある」と指摘しているが、研究チームはこのシミュレーション結果がプラネット・ナイン仮説を完全に否定するものではないとの見解を示している。ニューヨーク・タイムズでのインタビューで、程思浩は「まだプラネット・ナインが存在する可能性はあると考えている」、楊晴は「プラネット・ナインの有無については中立的だった」と語った。李嘉軒は当初、算出された 2017 OF201 の軌道を見て「これでプラネット・ナインは消滅した」と考えたが、後に決定的な結果ではないことを認め、「49%消滅した」と冗談めかして述べている。

## 物理的特徴
絶対等級 (H) が約3.5等級と明るく、これは太陽から 80 au 以上離れている既知の太陽系外縁天体の中では 2014 UZ224 に次いで2番目に明るい。この絶対等級を基にアルベドを 0.15 と仮定して計算すると、2017 OF201 の直径は約 700 km となり、これは準惑星に分類される可能性がある範囲に位置している。天文学者のマイケル・ブラウンは氷で構成される直径が 600 km 以上の天体は準惑星に分類される条件の一つである静水圧平衡の状態に達し、準惑星に分類される可能性が高い天体に位置付けており、程思浩らは 2017 OF201 も静水圧平衡の状態となるのに十分な大きさを持っていることから、準惑星に分類できる可能性が高いとしている。
2017 OF201 を様々な光フィルターを通して観測したところ、外観はセドナに似た赤色をしていることが判明しているが、散乱円盤天体や分離天体に属する太陽系外縁天体の平均的な色よりもわずかに赤みが深い。また、2017 OF201 の明るさは0.1等級以上の変動を示しておらず、このことから球形に近い形状を持つ可能性が高いことが示されている。